# Краснохвост
Краснохвост, или краснохвостка, или шерстолапка стыдливая (лат. Calliteara pudibunda) — ночная бабочка семейства волнянок. 

## Описание
Размах крыльев составляет 37—67 мм. Половой диморфизм. Передние крылья самок окрашены в желтовато-серые цвета с бурым опылением и двумя-тремя волнистыми более тёмноокрашенными поперечными полосками. Задние крылья светло-серого цвета, с нечёткой размытой тёмной поперечной полоской и тёмным пятном по переднему краю. При этом самки значительно крупнее самцов. Окраска самцов пепельная или тёмно-серая. На передних крыльях самцов имеется контрастная, относительно основного фона крыла, перевязь. Усики самцов сильногребенчатые, гребешки желто-коричневые, членики усиков белые. У самок усики с короткими, но также с желто-коричневыми гребешками. Сидящая бабочка, вытягивает вперёд себя ноги, покрытые множеством волосков. Такая поза характерна для многих видов семейства волнянок. От близких видов отличается светлым опушением всего тела. От дальневосточного Calliteara pseudabietis Butler, 1885, который в Приамурье и Приморье встречается совместно с краснохвостом, отличается наличием узких тёмных поперечных постдискальных перевязей снизу крыльев.

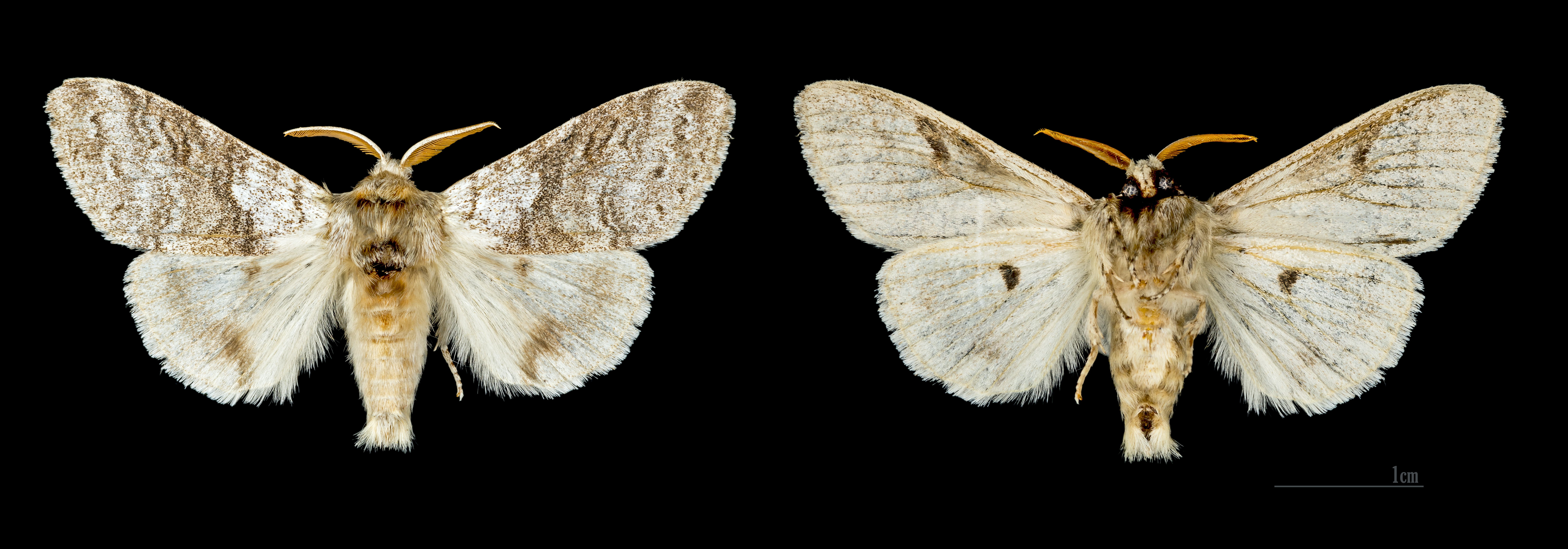
♂
♀

## Распространение
Ареал краснохвоста разорван на две обширные части. Западная часть ареала охватывает почти всю Западную Европу (на территории Фенноскандии обитает только на юге), среднюю полосу и юг Восточной Европы, Крым, Кавказ, Закавказье, Северо-Западный Казахстан; на западе Сибири встречается в Курганской и Омской областях. На территории Европы обычен в ареале дубовых и буковых лесов, в лесной и лесостепной зоне. Восточная часть ареала охватывает восток Забайкалья, всё Приамурье и Приморье; также обитает на севере Кореи, в Китае и Северном Вьетнаме. Здесь краснохвост тяготеет к широколиственным, хвойно-широколиственным и хвойным лесам. В Японии, на Сахалине и Курильских островах отсутствует; здесь встречается близкий вид Calliteara pseudabietis Butler, 1885 (=pudica Staudinger, 1887; =modesta Kirby, 1892), который в Приамурье и Приморье живёт совместно с краснохвостом.

## Биология и цикл развития

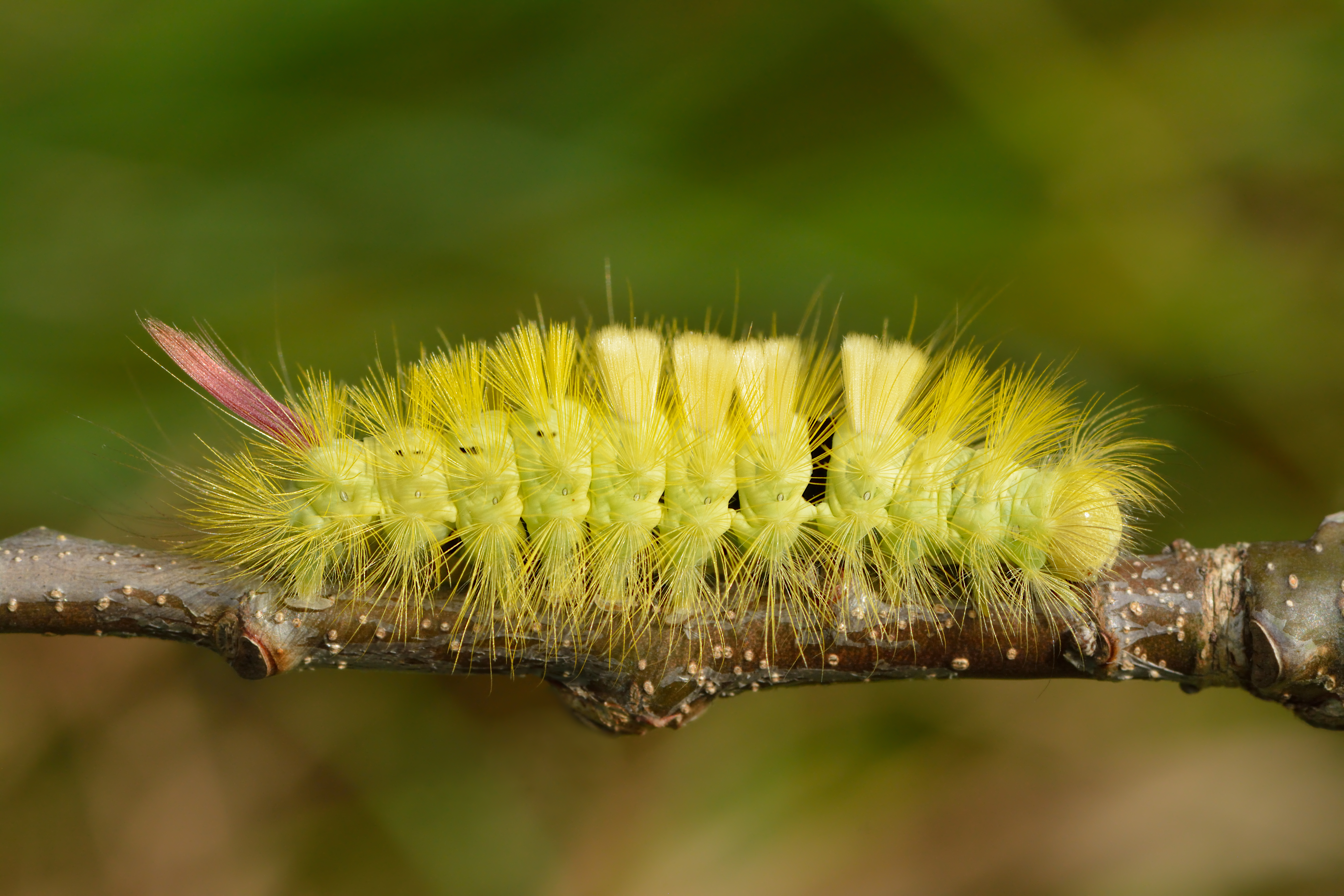
Гусеница

Лёт бабочек отмечается с мая по июнь. Самки после спаривания откладывают яйца плоскими кучками по 50—300 штук (обычно около 100 штук) на кору деревьев на высоте 3—4 метров. Плодовитость самок в целом составляет до 1000 яиц. При массовом размножении в среднем количество яиц может достигает 10 000 на одно дерево, причём кладки встречаются даже на почве. Яйца светло-серого цвета с голубоватым оттенком.
Гусеница длиной до 50 мм, густо покрыта волосками, обычно лимонно-желтая, иногда розовая, серая или темно-коричневая, с кисточками такого же цвета на спине. На конце тела с верхней стороны имеется малиново-красная или пунцовая кисть длинных торчащих волосков в виде хвостика. Между кисточками на спине расположены черные поперечные полосы. Волоски гусениц при контакте с кожей человека вызывают появление аллергической реакции в виде болезненной сыпи. Этот вид характеризуется типичной летней диапаузой у гусениц, в результате которой развитие в летние месяцы, несмотря на усиленное питание, очень замедляется. Гусеницы развиваются в течение трёх и более месяцев. При повышенных температурах и длинном дне возникают дополнительные линьки гусениц, уменьшается скорость их роста.
В начале осени, как правило в октябре, гусеницы заканчивают рост, покидают кроны деревьев и окукливаются. Окукливание в коконах из опутанных паутиной сухих листьев чаще всего на поверхности земли, а при массовом размножении и в трещинах коры. Кокон двойной, укреплен волосками гусениц. Куколка тёмно-бурого цвета с желтовато-рыжими волосками и булавовидными отростками на своём конце. Куколка зимует.
Полифаг, вредитель плодовых культур. Кормовые растения гусениц — дуб черешчатый, ива козья, берёза повислая, слива, черёмуха, боярышник, яблоня, рябина, лещина обыкновенная, липа, тополь, хмель, бук, граб, каштан, вяз и другие лиственные породы деревьев и кустарников.